# .44 Special
.44 Special или .44 S&W Special — револьверный патрон центрального воспламенения разработанный компанией Smith & Wesson в 1907 году  как усиленный и удлиненный вариант боеприпаса .44 Russian. Известен также под обозначением 10.5×29 мм R. Изначально проектировался под револьвер Smith & Wesson Triple Lock. По баллистически характеристикам близок к патрону .44 Russian, хотя выгодно отличается от него использованием бездымного пороха. Быстро получил признание в США, но в значительной степени утратил популярность в связи с появлением в 1950-х нового патрона .44 Magnum. В настоящее время под этот калибр доступен широкий ассортимент боеприпасов с пулями различного веса. Стоит отметить, что ввиду совпадения массо-габаритных характеристик патрон .44 Special может использоваться в большинстве современных револьверов калибра .44 Magnum.